# Шёнгайзинг
Шёнгайзинг (нем. Schöngeising) — община в Германии, в земле Бавария. 
Подчиняется административному округу Верхняя Бавария. Входит в состав района Фюрстенфельдбрукк. Подчиняется управлению Графрат. Население составляет 1886 человек (на 31 декабря 2010 года). Занимает площадь 12,86 км².
Коммуна подразделяется на 3 сельских округа.

## Города-побратимы
- Лаллио, Италия